# Le Protocole Cole
 (mars 2020).
Si vous disposez d'ouvrages ou d'articles de référence ou si vous connaissez des sites web de qualité traitant du thème abordé ici, merci de compléter l'article en donnant les références utiles à sa vérifiabilité et en les liant à la section « Notes et références ».
Le Protocole Cole (titre original : The Cole Protocol) est un roman de science-fiction écrit par Tobias S. Buckell et situé dans l'univers de Halo.